# Craspedonta
Craspedonta is een geslacht van kevers uit de familie bladkevers (Chrysomelidae).
De wetenschappelijke naam van het geslacht werd in 1837 gepubliceerd door Louis Alexandre Auguste Chevrolat in Dejean.

## Soorten
- Craspedonta laotica Swietojanska & Borowiec, 2000
- Craspedonta levis Borowiec, 1993
- Craspedonta leyana (Latreille, 1807)